# 62e Régiment d'artillerie (Canada)
 (septembre 2016).
Si vous disposez d'ouvrages ou d'articles de référence ou si vous connaissez des sites web de qualité traitant du thème abordé ici, merci de compléter l'article en donnant les références utiles à sa vérifiabilité et en les liant à la section « Notes et références ».
Le 62e Régiment d'artillerie de campagne, ARC (62e RAC) est un régiment d'artillerie de campagne de la Première réserve de l'Armée canadienne des Forces armées canadiennes. Il fait partie du 35e Groupe-brigade du Canada au sein de la 2e Division du Canada. Son quartier général est situé à Shawinigan au Québec.

## Structure
Le 62e Régiment d'artillerie de campagne, ARC fait partie du 35e Groupe-brigade du Canada, un groupe-brigade de la Première réserve de l'Armée canadienne qui fait partie de la 2e Division du Canada. Le régiment comprend deux batteries : la 81e Batterie de campagne, ARC et la 185e Batterie de campagne, ARC. Le quartier général régimentaire est situé à Shawinigan au Québec,.

## Histoire
Le 62e Régiment d'artillerie tire ses origines de la fusion des membres de la 81e Batterie d’artillerie, de retour de la Seconde Guerre mondiale et des membres de la compagnie C du Régiment de Joliette en 1946. En effet, le 2 novembre 1945, les membres de la 81e Batterie d'artillerie reprennent le chemin de retour, mais, pendant ce temps, un groupe d'anciens officiers de Shawinigan ayant servi lors de la Seconde Guerre mondiale au sein de la compagnie C du Régiment de Joliette font des représentations auprès du député fédéral J. A. Richard afin de conserver à Shawinigan une unité de la milice des Forces armées canadiennes au lieu d'une sous-unité. Le 24 septembre 1946, le ministère de la Défense nationale (MDN) autorise la formation, à Shawinigan, du 62th Light Anti-Aircraft Regiment, littéralement le « 62e Régiment de défense antiaérienne légère ». Ce nouveau régiment placé sous le commandement du lieutenant-colonel John Hornibrook est doté de trois batteries : la "81e Batterie, la 185e Batterie et la 186e Batterie de défense antiaérienne légère. Il est doté de canons anti-aériens américains Bofors MK III.[réf. nécessaire] Le 1er avril 1948, le MDN décide de dissoudre la compagnie C du Régiment de Joliette au profit du 62e Régiment.[réf. nécessaire]
En 1951, le lieutenant-colonel Jean Bouvette devient commandant du régiment. Au même moment commence la construction du manège à l’angle des rues Trudel et Royal. L’inauguration a lieu le 14 février 1953. En 1955, l’Union musicale de Shawinigan devient la fanfare régimentaire.[réf. nécessaire]
Le 12 avril 1960, le régiment est rebaptisé 62nd Light Anti-Aircraft Artillery Regiment, RCA, littéralement le « 62e Régiment d'artillerie antiaérienne légère, RCA » où « RCA » est l'abréviation de Royal Canadian Artillery, le nom anglais de l'Artillerie royale canadienne (ARC). En janvier 1961, le régiment fut converti en une unité d'artillerie de campagne, équipée avec des obusiers de C1 105 mm[réf. nécessaire]. Le 10 décembre 1962 il est renommé en 62nd (Shawinigan) Field Artillery Regiment, RCA, littéralement le « 62e (Shawinigan) Régiment d'artillerie de campagne, RCA ». Un matin de février 1964, cinq membres de l’Armée de libération du Québec entrent par effraction dans le manège. Ils ont ligoté monsieur Octave Heppel, commissionnaire qui se trouvait sur les lieux, le capitaine Jacques Joinville, officier de finances et l’adjudant 2e classe Claude Barbier. Ils ont volé des armes, munitions, uniformes et des radios.[réf. nécessaire]
En 1970, le régiment doit prêter main-forte au pouvoir civil lorsque des réservistes de l’unité sont déployés avec les unités de la Force régulière à Québec et à Montréal[réf. nécessaire]. Le nom du régiment est francisé le 1er septembre 1970 lorsqu'il devient le 62e (Shawinigan) Régiment d’artillerie de campagne, RCA. Le 20 novembre 1975, il est renommé en 62e Régiment d’artillerie de campagne, RCA. Finalement, il adopte son nom actuel de 62e Régiment d'artillerie de campagne, ARC le 14 août 1997.
Le 10 mai 1986, le régiment reçoit le droit de cité par la ville de Shawinigan.[réf. nécessaire]
En septembre 1998, la construction d'un nouveau manège militaire est annoncée. Son inauguration a lieu le 25 septembre 1999.[réf. nécessaire] La même année, le régiment reçoit le droit de cité par la ville de Grand-Mère.[réf. nécessaire]

### Noms du régiment
| Nom                                                     | Date               |
| ------------------------------------------------------- | ------------------ |
| 62nd Light Anti-Aircraft Regiment, RCA                  | 1er avril 1946     |
| 62nd Light Anti-Aircraft Artillery Regiment, RCA        | 12 avril 1960      |
| 62nd (Shawinigan) Field Artillery Regiment, RCA         | 10 décembre 1962   |
| 62e (Shawinigan) Régiment d'artillerie de campagne, RCA | 1er septembre 1970 |
| 62e Régiment d'artillerie de campagne, RCA              | 20 novembre 1975   |
| 62e Régiment d'artillerie de campagne, ARC              | 14 août 1997       |

### Commandants
| Nom                                        | Années    |
| ------------------------------------------ | --------- |
| Lcol J. Hornibrook                         | 1946-1951 |
| Lcol J. Bouvette                           | 1951-1953 |
| Lcol F. G. Dufresne                        | 1953-1960 |
| Lcol R. Grondin                            | 1960-1963 |
| Lcol P. Guillemette                        | 1963-1965 |
| Lcol P. Hogue                              | 1965-1969 |
| Lcol R. Boucher                            | 1969-1971 |
| Lcol Y. E. Bégin                           | 1971-1973 |
| Lcol R. Meunier                            | 1973-1975 |
| Lcol R. O. Germain                         | 1975-1977 |
| Lcol P. Giroux                             | 1977-1979 |
| Lcol R. O. Gauthier                        | 1979-1984 |
| Lcol J. Garneau                            | 1984-1986 |
| Lcol C. Dufresne                           | 1986-1993 |
| Lcol G. Tremblay                           | 1993-1995 |
| Lcol L. Boulanger                          | 1995-1998 |
| Major A. Boisvert (commandant par intérim) | 1998      |
| Lcol André Richard                         | 1998-2000 |
| Lcol Alain Boisvert                        | 2000-2003 |
| Lcol J. Pellan                             | 2003-2005 |
| Lcol K. Heack                              | 2005-2011 |
| Lcol F. Segard                             | 2011-     |

## Insigne et devises

### Insigne
Le régiment utilise l'insigne de l'Artillerie royale canadienne, c'est-à-dire un canon de campagne d'or soutenu d'un monticule herbeux de sinople sommé de la couronne royale,.

### Devises
Le régiment utilise les deux devises de l'Artillerie royale canadienne :
- Ubique (« Partout »)
- Quo Fas Et Gloria Ducunt (« Là où mènent le devoir et la gloire »)

## Affiliation
- NCSM Shawinigan[1]